# Xandrames opisthochroma
Xandrames opisthochroma är en fjärilsart som beskrevs av Louis Beethoven Prout 1928. Xandrames opisthochroma ingår i släktet Xandrames och familjen mätare. Inga underarter finns listade i Catalogue of Life.